# Томовић
Томовић је српско патронимско презиме настало од мушког имена Томо. Може се односити на следеће особе:
- Бранко Томовић (1980), глумац
- Ненад Томовић (1987), фудбалер
- Рајко Томовић (1919–2001), научник